# فضيلة الدزيرية
فضيلة الدزيرية، مغنية جزائرية اسمها الحقيقي هو فضيلة مداني. ولدت يوم 25 يونيو 1917 بالجزائر العاصمة وتوفيت يوم 6 أكتوبر 1970 بذات المدينة. ويطلق الجزائريون تسمية (الدزيري أو الدزيرية) على كل من ينحدر من الجزائر العاصمة، وهو ما ارتبط مباشرةً بالاسم الفني لفضيلة مداني.

## حياتها
ولدت فضيلة مداني عام 1917 بجنان بيت المال بالقرب من حي السيدة الإفريقية في الجزائر العاصمة. والدها مهدي بن عبد الرحمان، ووالدتها فطومة خلفاوي، وكان لها أخت شقيقة اسمها قوسم، وآخ غير شقيق اسمه عمار. كانت منذ صغرها مهتمة بالغناء، وكان قربها من الشيخة يامنة بنت الحاج مهدي سببا أكبر في ذلك.

## بداية مسيرتها الفنية
كانت بدايتها الفنية بإحياء الحفلات العائلية، وذلك ما جعلها تتدرب على غناء الحوزي وتتقنه فيما بعد. تم اكتشافها لأول مرة من خلال برنامج إذاعي كانت تبثه آنذاك إذاعة الجزائر العاصمة بعنوان (من كل فن شوية) للأستاذ جيلالي حداد والذي لحن لها بعد ذلك العديد من الأغاني. في عام 1930 تزوجت فضيلة من شخص بطال كان يبلغ من العمر 30 سنة بينما هي كانت في 13 سنة وأنجبت منه طفلة لم تعش طويلا. وكانت هي التي تعيل وتصرف على العائلة. بعد وفاة زوجها سافرت عام 1935 إلى باريس لتنظم العديد من الحفلات وخصوصا للمهاجرين الجزائريين. وبعد عودتها من فرنسا بطلب من والدتها تحولت إلى الغناء على المسرح الذي كان يديره عازف البيانو الشهير مصطفى اسكندراني ومصطفى كشكول، وموازاة مع ذلك انضمت إلى فرقة مريم فكاي. كان أول تسجيل لها هو أسطوانة بعنوان: رشيق القلب على نوبة عراق – انقلاب، ذات قالب عربي –أندلسي. في عام 1949 انضمت إلى فرقة محيى الدين بشطارزي بناءً على طلبه وأحييت حفلات كما قامت أيضا بأدوار مسرحية من خلال مسرحيات منها: مسرحية ما ينفع غير الصح – دولة النساء – عثمان في الصين –موني راجل، عام 1954 وفي فرنسا قدمت فضيلة على خشبة الأوبرا الباريسية مجموعة من أغانيها إضافة إلى تسجيلها أغاني لصالح التلفزيون الجزائري.

## عملها مع الثورة الجزائرية
لم يمنع عمل فضيلة الفني من أداء واجبها الوطني خلال ثورة التحرير، حيث كانت تجمع الأموال وترسلها عبر الفدائيين إلى المجاهدين في رؤوس الجبال لمساعدتهم على شراء الأسلحة والذخيرة، وكان هذا سببا في زجها في سجن سركاجي من طرف السلطات الاستعمارية، هذا السجن الذي لم يكن يزج فيه إلا بالخطرين في نظر الاستعمار والذي شهد غطرسة استعمارية دامت سنين طويلة. بعد خروجها من السجن واستقلال الجزائر كونت فرقتها الموسيقية الخاصة.

## وفاتها
توفيت فضيلة الدزيرية في بيتها المتواجد بالقرب البريد الكبير بالعاصمة الجزائرية، في 6 أكتوبر عام 1970، ودفنت في مقبرة القطار.

## روابط خارجية
- فضيلة الدزيرية على موقع IMDb (الإنجليزية)
- فضيلة الدزيرية على موقع ميوزك برينز (الإنجليزية)
- فضيلة الدزيرية على موقع ديسكوغز (الإنجليزية)
- فضيلة الدزيرية على موقع ديسكوغز (الإنجليزية)
- فضيلة الدزيرية على موقع قاعدة بيانات الفيلم (الإنجليزية)